# 삼계
삼계(三界, 산스크리트어: trayo-dhātava 또는 trayo dhātavaḥ, 팔리어: tayodhātavo 또는 tisso dhātuyo, 영어: trailokya 또는 triloka)는 인도 계통의 종교들인 힌두교, 불교에서 사용되는 용어이다.

## 힌두교에서의 삼계
힌두교 우주론에서 삼계의 개념은 여러 가지 다른 해석을 가지고 있다.
- 전통적으로 삼계는 지구(브후로카), 천국(스바르가), 지옥(나라카),[4] 또는 지구(브후로카), 천국(스바르가) 및 저승(파탈라)[5]를 나타낸다.
- 브라흐만다 푸라나에서는 삼계를 브후타(과거), 바브야(미래), 바바트(현재)[6]로 생각한다.
- 비슈누파에서 삼계는 종종 부르, 부바흐 및 스바흐(전체 영역, 미묘한 영역 및 천상 영역)로 묘사된다[7]
- 닐라나마타푸라나에서 바마나는 마하로카, 자나로카 및 타포로카의 삼계에 대한 두 번째 단계를 다룬다. 이 삼계는 모두 일곱 하늘의 일부로 간주된다.[8]

## 불교에서의 삼계
불교에서 삼계는 부처의 지위에 도달하지 못한 사람이 거주하는 욕계(欲界) · 색계(色界) · 무색계(無色界)를 통칭하는 낱말이다. 삼계는 십법계(十法界 · Ten spiritual realms) · 삼천대천세계(三千大千世界 · Great chiliocosm) 등과 함께 불교의 세계관 또는 우주론(Buddhist cosmology)을 나타내는 용어이다.
불교의 교의에 따르면, 부처의 지위에 도달하지 못한 사람은 극복되지 못한 무명(無明)의 미혹(迷惑) 때문에 탄생과 죽음을 반복하는데("생사유전 · 生死流轉 또는 윤회 · 輪廻"), 삼계는 이러한 아직 깨닫지 못한 상태인 미계(迷界)를 셋으로 분류한 것이다. 삼계는 비록 괴로움과 즐거움이 서로 간에 다르지만 삼계 모두는 탄생과 죽음이 반복되는 윤회를 벗어난 상태가 아니므로 생사(生死)라고도 한다.
삼계는 다시 총 이십팔천(二十八天 · twenty-eight heavens · 스물 여덟 하늘)으로 세분되는데, 욕계는 육천(六天)으로, 색계는 십팔천(十八天)으로, 무색계는 사천(四天)으로 나뉜다. 이들 중 욕계의 육천(六天)은 지옥도 · 아귀도 · 축생도 · 수라도 · 인간도 · 천신도의 욕계 육도(欲界 六道) 중 천신도의 여섯 하늘만을 따로 지칭하는 것이다. 삼계가 이십팔천으로 나뉘기 때문에 이러한 구조의 불교의 우주론을 가리키는 말로 흔히 삼계이십팔천(三界二十八天)이라고도 한다.
한편, 욕계의 육천(六天) 중 아래에서 두 번째인 도리천(忉利天)은 "삼십삼천(三十三天)"이라고도 불리는데, 이십팔천과는 혼동하지 않아야 한다.

### 구조
삼계 이십팔천을 아래에서 위로 나열하면 다음과 같다. 삼계는 로마자 I, II, III을 이용하여, 이십팔천은 숫자 1, 2, 3 등을 이용하여 번호가 부여되어 있다. 아래의 삼계의 구조는 고려 광종(재위 949~975) 때의 승려 제관(諦觀: ?~970?)이 저술한 천태종의 주요 논서 중 하나인 《천태사교의(天台四敎義)》에 나오는 내용에 따른 것이다.
1. 욕계(欲界) · 욕계천(欲界天) · कामधातु · Kāmadhātu · Desire Realm
  1. 지옥도(地獄道) · Naraka · Hell Realm
  2. 아귀도(餓鬼道) · Preta · Preta Realm
  3. 축생도(畜生道) · Tiryagyoni · Animal Realm
  4. 수라도(修羅道) · 아수라도(阿修羅道) · Asura · Asura Realm
  5. 인간도(人間道) · Manusya · Human Realm
  6. 천신도(天神道) · 천인도(天人道) · Deva · God Realm: 육욕천(六欲天: 욕계의 6개의 하늘)이 있다.

    1. 사왕천(四王天) · 사천왕천(四天王天) · चातुर्महाराजिककायिक · Cāturmahārājikakāyika
    2. 도리천(忉利天) · त्रायसत्रिंश · Trāyastriṃśa: 총 33개의 천성(天城)이 있어서 삼십삼천(三十三天)이라고도 불린다. 제석천(Indra)이 도리천의 지배자이다.
    3. 야마천(夜摩天) · 염마천(焰魔天) · याम · Yāma
    4. 도솔천(兜率天) · तुषित · Tuṣita
    5. 화락천(化樂天) · निर्माणरति · Nirmāṇarati
    6. 타화자재천(他化自在天) · परिनिर्मित वशवर्तिन् · Parinirmita-vaśavartin
2. 색계(色界) · 색계천(色界天) · Rūpadhātu · Form Realm: 색계 십팔천(色界十八天: 색계의 18개의 하늘)이 있다.
  1. 초선천(初禪天) · ब्रह्मा · Brahmā: 3개의 하늘(天)이 있다. 범천(梵天 · 브라흐마 · Brahmā)의 지배를 받는 영역이다.
    1. 범중천(梵衆天) · Brahmapāriṣadya
    2. 범보천(梵輔天) · Brahmapurohita
    3. 대범천(大梵天) · Mahābrahmā

  2. 이선천(二禪天) · आभास्वर · Ābhāsvara: 3개의 하늘(天)이 있다.
    1. 소광천(少光天) · Parīttābha
    2. 무량광천(無量光天) · Apramāṇābha
    3. 광음천(光音天) · Ābhāsvara

  3. 삼선천(三禪天) · शुभकृत्स्न · Śubhakṛtsna: 3개의 하늘(天)이 있다.
    1. 소정천(少淨天) · Parīttaśubha
    2. 무량정천(無量淨天) · Apramāṇaśubha
    3. 변정천(遍淨天) · Śubhakṛtsna

  4. 사선천(四禪天) · बृहत्फल · Bṛhatphala: 9개의 하늘(天)이 있다.
    1. 무운천(無雲天) · Anabhraka
    2. 복생천(福生天) · Puṇyaprasava
    3. 광과천(廣果天) · Bṛhatphala
    4. 무상천(無想天) · Asaññasatta: 불교의 교의에 따르면, 무상천은 외도(外道: 불교 이외의 종교, 특히 브라만교와 자이나교)의 깨달음에 도달했을 때 처하는 경지로 이 때의 선정(禪定)을 무상정(無想定)이라 한다.[10][14]
    5. 무번천(無煩天) · Avṛha
    6. 무열천(無熱天) · Atapa
    7. 선현천(善現天) · Sudṛśa
    8. 선견천(善見天) · Sudarśana
    9. 색구경천色究竟天 · Akaniṣṭha
3. 무색계(無色界) · 무색계천(無色界天) · Ārūpyadhātu · Formless Realm: 무색계 사천(無色界四天: 무색계의 4개의 하늘)이 있다.
  1. 공무변처천空無邊處天 · Ākāśānantyāyatana
  2. 식무변처천識無邊處天 · Vijñānānantyāyatana
  3. 무소유처천(無所有處天) · 무소유천(無所有天) · Ākiṃcanyāyatana
  4. 비비상천(非非想天) · 비상비비상처천(非想非非想處天) · Naivasaṃjñānāsaṃjñāyatana

#### 욕계
욕계(欲界 · Kāmadhātu)는 중생이 처할 수 있는 존재 상태 중의 하나이자 또한 이 상태의 중생이 거주하는 세계이다. 구체적으로, 욕계는 지옥계 · 아귀계 · 축생계 · 아수라계 · 인계 · 천계의 여섯 가지 생명경계, 즉 육도(六道)의 존재 상태로 구성된 여섯 세계를 총칭하는 낱말이며, 이 세계는 식욕 · 수면욕 · 음욕이 있기 때문에 욕계라고 명명되었다.
욕계에는 천계의 존재 상태에 있는 사람들인 천신(Deva)이 거주하는 곳인 여섯 하늘이 있다. 이 여섯 하늘을 육욕천(六欲天) 또는 욕계육천(欲界六天)이라 한다. 이 여섯 하늘의 사람들은 비록 천신이지만 모두 욕락을 지니기 때문에 욕천이라는 이름이 붙었다 특별히 다른 세계가 있는 것이 아니라 우리 인간의 생명의 작용을 경계로 나누어서 밝히고 있다
.

## 같이 보기
- 불교의 우주론
- 3계9지
- 3지
- 10법계
- 10지
- 5온
- 12처
- 18계
- 5위 75법
- 5위 100법

## 참고 문헌
- (한문) 제관(諦觀). 《천태사교의(天台四教儀)》, 대정신수대장경, T46 No.1931. 2011년 2월 23일에 확인.